# Conidiotheca tympanoides
Conidiotheca tympanoides — вид грибів, що належить до монотипового роду Conidiotheca.